# Masters Doubles WCT 1985
Il Masters Doubles WCT 1985 è stato un torneo di tennis giocato sul sintetico indoor. È stata la 13ª edizione del Masters Doubles WCT, che fa parte del Nabisco Grand Prix 1985. Il torneo si è giocato nella Royal Albert Hall di Londra in Gran Bretagna, dal 1° al 6 gennaio 1985.

## Campioni

### Doppio maschile
Ken Flach /  Robert Seguso hanno battuto in finale  Heinz Günthardt /  Balázs Taróczy con il punteggio di 6–3, 3–6, 6–3, 6–0